# Nederduitse Gereformeerde Kerk (Swartland)

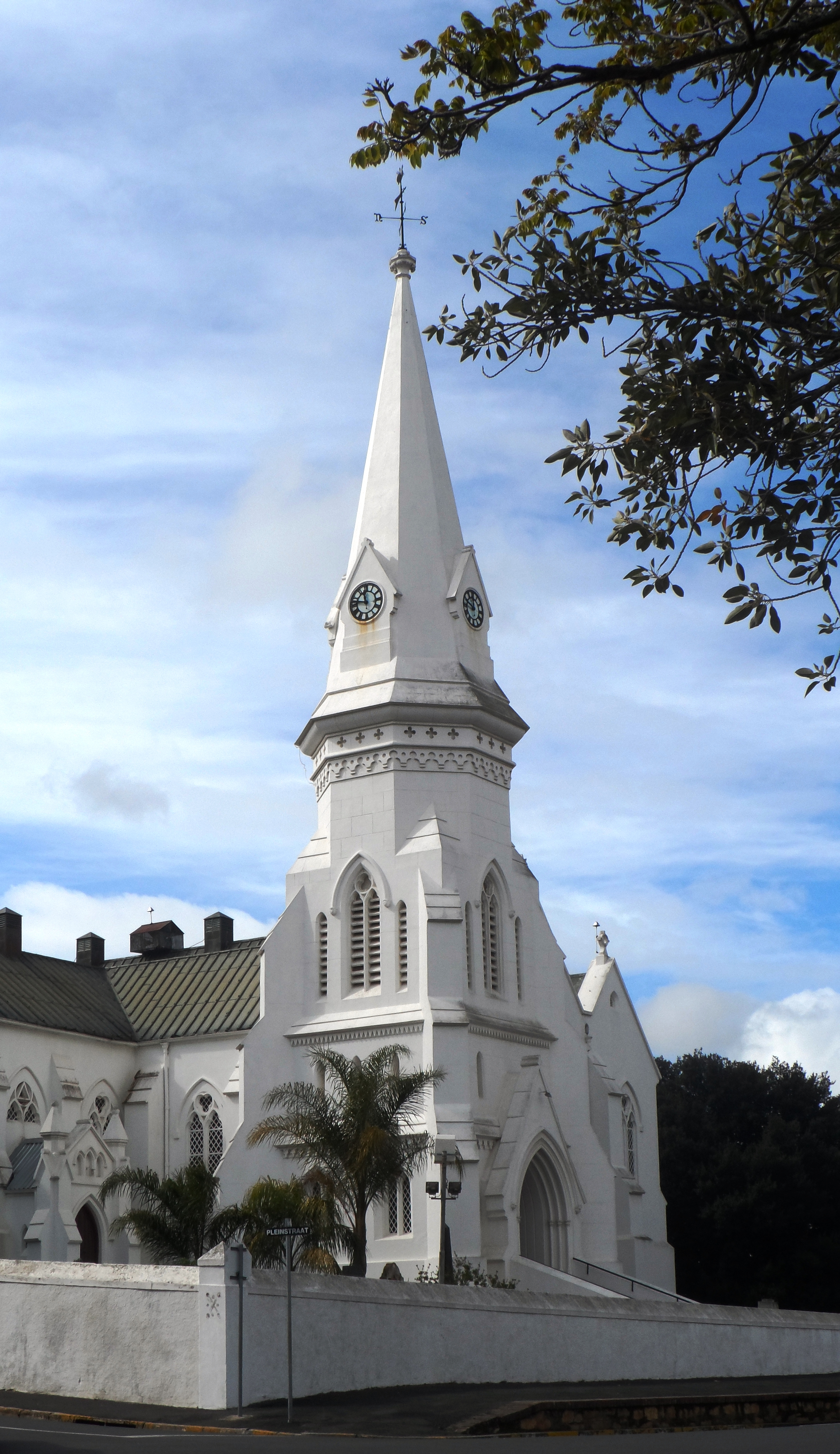

De Nederduitse Gereformeerde Kerk in Swartland, met haar centrum in de Swartlandse stad Malmesbury, Zuid-Afrika, is de vijfde oudste gemeente van de Nederlands Hervormde Kerk.

## Fundering
In 1655 trokken de eerste blanken, namelijk Jan Wintervogel en zes soldaten, het Swartland binnen. In 1743, toen in deze streken al veel boerderijen waren uitgegeven, werd baron Van Imhoff tijdens een inspectiereis door de buitendistricten diep geschokt door de staat van religie en beschaving. Hij klaagt dat de inwoners van “Zwartland zich niets aantrekken van religie of niet klagen.” Op aanraden van Baron Van Imhoff werd op 27 juni 1745 de gemeente van Swartland gesticht als vijfde gemeente van de NG Kerk. Franciscus le Seuer (pastor van de NG gemeente Kaapstad van 1729 tot 1746) heeft hier als adviseur de eerste predikant, ds. R.A. Weerman, bevestigd. De gemeente telde 55 leden.
Ds. Weerman maakte een begin met het bouwen van een kerk. In 1750 schreef ds. C. B. Voltelen wordt bevestigd als tweede predikant en tijdens zijn vijfjarig verblijf worden de pastorie en het kerkgebouw voltooid. In 1755 heeft ds. Voltelen en ds. Croeser van Kaapstad wisselde van stand. Na 15 jaar heeft ds. Croeser stierf en werd begraven in de kerk onder de stoel van de lezer. Nu volgt dit. D. Goldbagh (1774-'83), PJ van der Spuy (1786–1806), MC Vos (1810-1811).

## Predikanten
- Johan Gregorius Bezuidenhoud, 1962–1965
- Jacobus Adriaan Maass, 28 februari 2021 – heden